# 斯潘塞維爾 (印地安納州)
斯潘塞維爾（英語：Spencerville）是位於美國印地安納州迪卡爾布縣的一個非建制地區。該地的面積和人口皆未知。

## 地理
斯潘塞維爾的座標為41°16′59″N 84°55′19″W / 41.28306°N 84.92194°W，而該地的平均海拔高度為246米（即807英尺）。